# توسيع نطاق مسؤولية المنتج

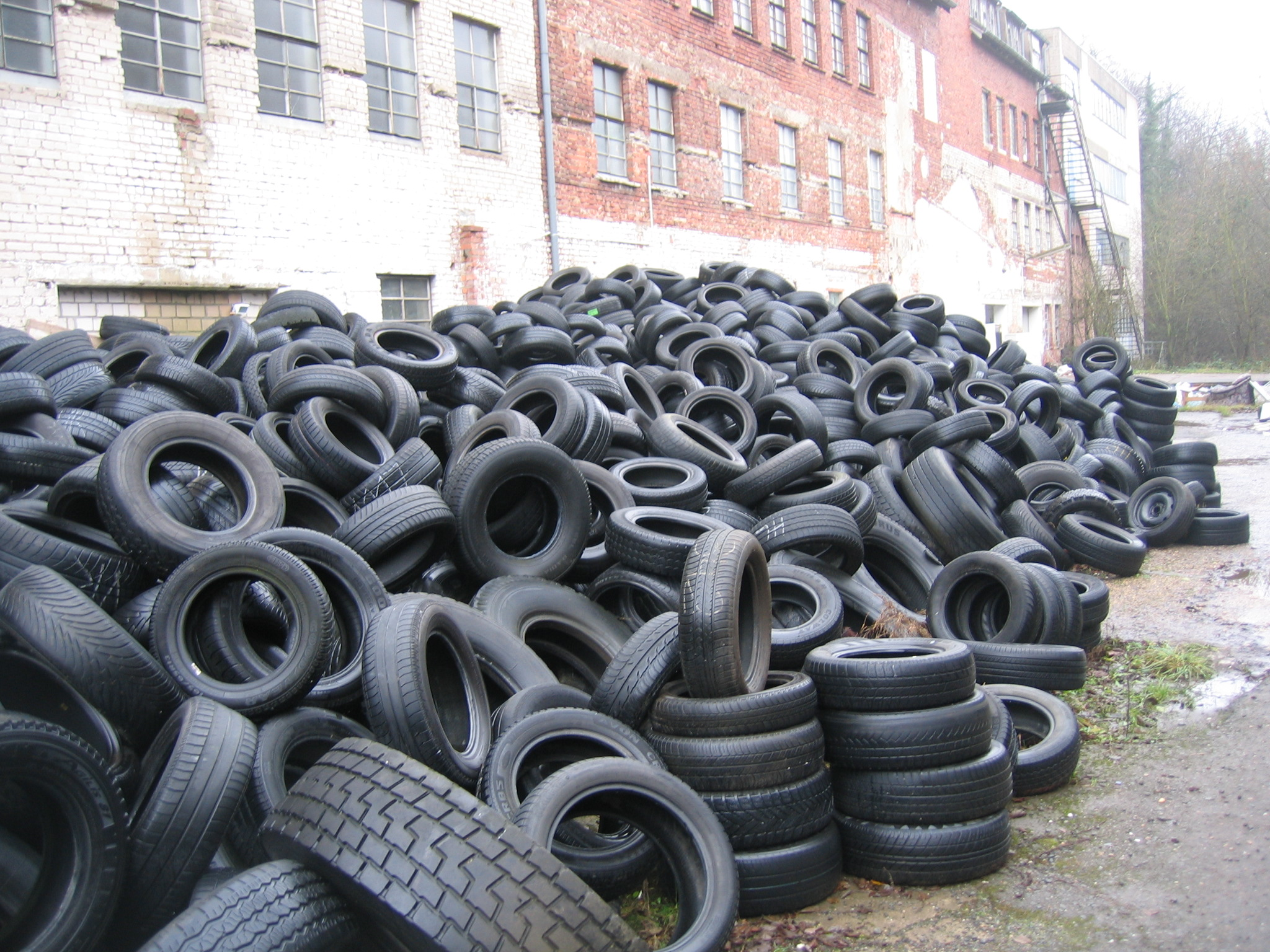

على صعيد إدارة المخلفات، يعتبر توسيع مسؤولية المنتِج إستراتيجية تهدف لإضافة جميع التكاليف البيئية المترتبة على تصنيع المنتج -طوال دورة حياته- إلى سعر مبيعه. يعد قانون توسيع نطاق مسؤولية المنتج القوة الدافعة وراء تبني مبادرات إعادة التصنيع، لأنها تركز على «معالجة المنتج بعد استهلاكه، وتهدف بشكل أساسي إلى زيادة نسب استرداده، وتقليل التأثير السلبي لمواد النفايات على البيئة».
نُشر هذا المفهوم بشكل رسمي لأول مرة في السويد، من قبل توماس ليندفيست، في تقرير أُرسل عام 1990 إلى وزارة البيئة السويدية. ظهر، في التقارير اللاحقة التي نشرتها الوزارة السويدية، التعريف التالي: «عملية توسيع نطاق مسؤولية المنتج هي إستراتيجية تهدف إلى حماية البيئة من خلال تحقيق الهدف البيئي المتمثل في تخفيض الأثر السلبي للمنتج الكلي على البيئة، وهو ما يجعل من الشركة المصنعة للمنتج مسؤولة عن دورة حياته بأكملها، وخاصة عن عمليات استعادة المنتج وإعادة تدويره أو التخلص من بشكل نهائي».
لا تعتبر مسألة نقل مسؤولية التسبب بالتلوث إلى المنتجين مسألة سياسية بيئية فحسب، بل هي أكثر الوسائل فعالية في تحقيق معايير بيئية أعلى في تصميم المنتج.

## تعريف
تشتمل إستراتيجية توسيع نطاق مسؤولية المنتِج على تقديم حوافز مالية للشركات المصنعة لتصميم منتجات صديقة للبيئة من خلال تحميل المنتجين تكاليف إدارة منتجاتهم عند انتهاء عمرها الافتراضي. تختلف هذا السياسة عن إدارة المنتجات، التي تتوزع فيها مسؤولية المنتَج عبر سلسلة حفظ المنتج وهو ما يتمثل بمحاولة إعفاء الحكومات المحلية من تكاليف إدارة بعض المنتجات ذات الأولوية، من خلال مطالبة الشركات المصنعة بإضافة تكلفة إعادة التدوير إلى سعر المنتج. تعتمد إستراتيجية توسيع نطاق مسؤولية المنتج على مبدأ امتلاك الشركات المصنعة (أصحاب العلامات التجارية عادة)، للقدرة الأكبر على التحكم في تصميم المنتجات وتسويقها والحد من سميتها وفضلاتها.
قد تشتمل إستراتيجية توسيع نطاق مسؤولية المنتِج على عملية إعادة استخدام المنتَج أو إعادة شرائه أو إعادة تدويره. قد يختار المنتِج أيضًا أن يفوض هذه المسؤولية لطرف ثالث (منظمة مسؤولية المنتج) يدفع له المُنتِج مقابل إدارته للمنتَج المستهلَك. تنقل إستراتيجية توسيع نطاق مسؤولية المنتج بهذه الطريقة مسؤوليةَ إدارة النفايات من الحكومة إلى القطاع الصناعي الخاص، مما يُجبر المُنتجين والمستوردين / أو البائعين على استيعاب تكاليف إدارة النفايات وتضمينها في أسعار منتجاتهم مما يضمن معالجة مأمونة لمنتجاتهم.
تعتبر منظمة استعادة المغلفات في أوروبا، التي تأسست عام 1995، من الأمثلة الجيدة على تنظيم مسؤولية المنتج، وهي منظمة جامعة لعمليات التعبئة والتغليف وخطط استعادة النفايات وتعبئتها وإعادة التدوير في أوروبا. تهدف المؤسسات المعنية بالإشراف على المنتجات، كمنظمة استعادة المغلفات في أوروبا، إلى إعفاء الشركات الصناعية والمؤسسات التجارية من التزاماتها الفردية المتمثلة باستعادة المنتجات المستخدمة عن طريق عملية تجريها إحدى المنظمات، وتفي من خلالها بهذه الالتزامات -على صعيد الدولة- بالنيابة عن الشركات الأعضاء. ينطوي الهدف من ذلك على ضمان استعادة وإعادة تدوير النفايات الناتجة عن عملية التغليف باستعمال أكثر الطرق كفاءة من الناحيتين الاقتصادية والبيئية. تدلّ علامة Green Dot، (النقطة الخضراء) والتي تُعتبر منظمةُ مسؤولية المنتج المرخّصَ العامّ لها في الكثير من البلدان، على عملية إعادة تدوير أو إعادة استعمال المغلفات. تستخدم الشركات اليوم النقطة الخضراء، في خمس وعشرين دولة حول العالم، كرمز يدل على تنظيم عملية الاستعادة، والفرز وإعادة تدوير عبوات تغليف المنتج. 

## الاسترجاع
تبنت العديد من الدول حول العالم، استجابة منها لمشكلة النفايات المفرطة المتنامية، سياسة إدارة النفايات التي تحمّل المصنِّعين مسؤوليةَ استعادة منتجاتهم من المستهلكين بعد نهاية العمر الافتراضي للمنتج أو مسؤولية تمويل منشآت إعادة التصنيع بشكل جزئي. اعتُمدت هذه السياسيات لعدم وجود بنية تحتية ملائمة لإعادة تدوير بعض المنتجات التي تحوي مواد خطرة، أو بسبب التكاليف العالية التي تتحملها الحكومات المحلية لتوفير خدمات الجمع هذه. وبالتالي فإن الهدف الرئيسي لقوانين الاسترداد يتمثل في المشاركة مع القطاع الخاص لضمان إدارة جميع النفايات بطريقة تحمي الصحة العامة والبيئة. يمكن تلخيص أهداف قوانين الاسترجاع بما يلي:
1. تشجيع الشركات على تصميم منتجات قابلة لإعادة الاستخدام ولإعادة التدوير، وعلى تخفيض كمية المواد الأولية اللازمة لصناعتها إلى الحد الأدنى.
2. تصحيح إشارات السوق للمستهلك، من خلال إضافة تكاليف إدارة النفايات إلى سعر المنتج.
3. تشجيع الابتكار في تكنولوجيا إعادة التدوير.[10]

تساعد برامج الاستعادة في تعزيز هذه الأهداف من خلال خلق حوافز للشركات لتصمم المنتجات التي تقلل من تكاليف إدارة النفايات، أو لتصميم المنتجات التي تحتوي موادًا أكثر أمانًا (حتى لا تتطلب إدارة لنفاياتها بشكل منفصل)، أو من خلال تصميم المنتجات التي يسهل إعادة تدويرها وإعادة استخدامها (لذا تصبح عملية إعادة التدوير مربحة أكثر). ظهرت أولى نشاطات الاسترجاع في أوروبا، حيث نشأت مبادرات الاسترجاع بدعم من الحكومة مدفوعة بالمخاوف المتعلقة بقلة عدد مدافن النفايات وبخطورة المواد المستخدمة في تصنيع الأجزاء المكونة للنفايات. اعتمد الاتحاد الأوروبي التوجيهات المتعلقة بنفايات المعدات الكهربائية والإلكترونية (ما يعرف اختصارًا، باللغة الإنجليزية، بـ WEEE). تهدف هذه التوجيهات إلى منع إنتاج النفايات الإلكترونية، والتشجيع على استخدام هذه النفايات وإعادة تدويرها. يُلزم التوجيهُ الدولَ الأعضاء في الاتحاد الأوروبي بالتشجيع على أساليب التصميم والإنتاج التي تأخذ استعادة وتفكيك وإعادة تدوير المنتج في المستقبل بعين الاعتبار. اعتُمدت برامج الاسترجاع هذه في جميع دول منظمة التعاون الاقتصادي والتنمية تقريبًا. في الولايات المتحدة الأمريكية، نُفذت معظم هذه السياسات على مستوى الولاية.

## الأكياس البلاستيكية
فشلت عمليات إعادة التدوير وفرض الحظر والضرائب على الأكياس البلاستيكية في الحد –بشكل كافٍ- من التلوث الناجم عنها. ويعتبر توسيع نطاق مسؤولية المنتج بديلًا لهذه السياسات التي باءت بالفشل. في الولايات المتحدة الأمريكية، وفي فترة حكم الرئيس كلينتون، اقترح مجلس الرئيس المعني بمواضيع التنمية المستدامة تطبيق إستراتيجية الحماية البيئة بهدف تضمين مختلف المشاركين في دورة حياة المنتج في محاولة التقليل من استهلاك الأكياس البلاستيكية. ومع ذلك، يمكن لهذه العملية أن تزيد من تكلفة المنتج، الأمر الذي يجب أن يُأخذ في عين الاعتبار قبل طرح المنتج في السوق، وهو السبب الذي يمنع تطبيق هذه الاستراتيجية على نطاق واسع في الولايات المتحدة الأمريكية حاليًا. بدلًا من ذلك، تفرض الولايات الأمريكية حظرًا على استخدام الأكياس البلاستيكية، أو تفرض ضرائبَ على من يستخدمها، مما يضع المسؤولية على عاتق المستهلكين. لم تنجح إستراتيجية الحماية البيئية، في الولايات المتحدة، بمنع استهلاك الأكياس البلاستيكية بشكل إلزامي، بل صبغته بصبغة طوعية. أُوصيَ ببرنامج شامل يهدف إلى مكافحة التلوث ويجمع بين فرض الضرائب وتحميل المُنتجين لجزء من المسؤولية وإعادة التدوير.